# Пенко (Чили)
Пенко (исп. Penco) — город и морской порт в Чили. Административный центр одноимённой коммуны. Население города — 45 361 человек (2002). Город и коммуна входит в состав провинции Консепсьон и области Био-Био. Город является составной частью городской агломерации Большой Консепсьон.
Территория коммуны — 107,6 км². Численность населения коммуны — 50 576 жителей (2007). Плотность населения — 470,04 чел./км².

## Расположение
Город расположен на берегу залива Консепсьон в 12 км севернее административного центра области — города Консепсьон.
Коммуна граничит:
- на севере — с коммуной Томе;
- на востоке — с коммуной Флорида;
- на юге — с коммуной Консепсьон;
- на западе — с коммуной Талькауано.

На северо-западе коммуны расположен Тихий океан.

## Демография
Согласно сведениям, собранным в ходе переписи Национальным институтом статистики, население коммуны составляет 50 576 человек, из которых 24 621 мужчина и 25 955 женщин.
Население коммуны составляет 2,55 % от общей численности населения области Био-Био. 1,71 % относится к сельскому населению и 98,29 % — городское население.

## Город в литературе
Город Пенко — отправной пункт испанского войска, отправившегося в поход на город Тукапель индейцев арауканов в поэме «Араукана» авторства Алонсо де Эрсилья-и-Суньиги, классика и основателя чилийской национальной литературы.